# LT-40
LT-40 byl lehký tank československé konstrukce užívaný armádou Slovenska v období druhé světové války.
Od 30. let dostaly české zbrojovky řadu zakázek na dodávky zbraní do zahraničí, mezi nimiž se objevily i zakázky na dodávky tanků, které exportovaly firmy Škoda a ČKD. Firma ČKD vyráběla jak lehké tanky řady AH, které dodávala do Íránu, Rumunska, Švédska či Etiopie, tak tanky, které patřily v Československu do kategorie lehkých, ovšem s téměř dvojnásobnou hmotností, jako tanky řady AH. K těmto exportním tankům patřily typy TNH (pro Írán), LTP (pro Peru), LTH (pro Švýcarsko), LTL (pro Litvu), LTS (pro Slovensko), TNH-Sv a Strv m/41 (pro Švédsko).
Koncem 30. let se rozhodla Litva, že vyzbrojí svoji armádu tanky československé výroby od firmy ČKD. Dodávka strojů pod označením LLT se měla uskutečnit roku 1940, ale mezitím SSSR Litvu obsadil a z koupě sešlo. Našel se však nový zákazník, a tím byl samostatný Slovenský stát. Firma Orava, zastupující zájmy předválečné firmy ČKD na Slovensku, nabídla Slovensku tyto tanky 6. července 1940. Slovensko, které mělo velký zájem i o LT vz. 38, možnost získat tento tank s velice podobnou konstrukcí zaujala. Od 2. srpna 1940 tank zkoušela slovenská komise a doporučila jeho zavedení do výzbroje slovenské armády.
Ještě roku 1940 bylo na Slovensko dodáno 21 kusů těchto strojů bez kanónů, kulometů, radiostanic a optiky. Slovenská armáda je pod označením LT-40 nechala osadit kulometnou výzbrojí a tank se účastnil tažení Slovenské armády do SSSR. Během bojů o Lypovec byl jeden stroj zničen. Poté byly ostatní stroje přezbrojeny a byly do nich instalovány kanóny Škoda A7 ráže 37 mm. Tanky sloužily u zabezpečovacích oddílů, při útoku na Kavkaz jich několik slovenská armáda nasadila, přičemž všechny nasazené stroje (kromě jednoho) ztratila. Tanky se účastnily Slovenského národního povstání roku 1944. Část jich zabavila německá armáda, stroje, které zbyly povstalcům, Němci zničili protitankovými kanóny.
Tank měl stejnou konstrukci jako lehký tank LT vz. 38, byl však o čtvrtinu zmenšený. Stejný byl motor, převodovka, řízení i výzbroj.

## Technické údaje
- Výrobce: ČKD Slaný
- Produkce: 1939–1940
- Vyrobeno: 21 ks
- Posádka: 3 osoby
- Hmotnost: 8,8 t
- Délka: 4,51 m
- Šířka: 2,08 m
- Výška: 2,24 m
- Měrný tlak: 0,5 kg/cm²
- Pancéřování: 8–25 mm
- Výzbroj: 37mm kanón Škoda A7; 2 těžké kulomety ZB vz. 37
- Pohon: motor Praga TNH; vodou chlazený šestiválec o obsahu 7 750 cm³
- Výkon: 126 hp (93,1 kW)
- Max. rychlost: 47 km/h
- Dojezd: 200 km